# Hans Friedrich von Platen
Hans Friedrich von Platen (* 21. Januar 1668 auf Gut Sagard auf Rügen; † 17. Mai 1743 in Mohrungen, Preußen) war ein königlich-preußischer General der Kavallerie.
Er war der Angehöriger der pommerschen Adelsfamilie von Platen. Seine Eltern waren Hans Friedrich von Platen und Maria Elisabeth von Münchow. Sein Vater wurde kurz vor seiner Geburt von einem Nachbarn erschlagen. Daher übernahm seine Mutter die Erziehung.

## Leben
Er begann als einfacher Dragoner im Brandenburger Leibdragonerregiment. Mit ihm kämpfte er 1686 in Ungarn. 1688 kam er zu Dragoner-Regiment Nr. 3 (Derflinger). Er war dort Quartiermeister und Wachtmeister. Sein ausgezeichnetes Verhalten lenkte die Aufmerksamkeit des Oberst Johann Siegmund von Heyden auf ihn. Er wurde 1691 zum Adjutanten und Kornett ernannt. Als das Regiment 1697 reduziert wurde, wurde er entlassen. Aber Markgraf Philipp Wilhelm holte ihn bald als Kornett in sein Regiment und so kämpfte er als Offizier im spanischen Erbfolgekrieg. Bei der Belagerung von Kaiserswerth und Venlo war er Leutnant. Ab 1702 wurde er Generaladjutant des Generals von Natzmer. Mit dessen Hilfe wurde er Stabrittmeister in Regiment Gensdarmes. 1703 war er bei der Einschließung von Geldern dabei sowie bei der Eroberung von Bonn. Bei der Schlacht bei Höchstädt, als die Franzosen unter Villar die Kaiserlichen und Styrum überfielen, wurde er gefangen genommen, aber bald wieder ausgetauscht. 1704 kämpfte er in der Schlacht von Höchstädt. 1705 findet er sich am Oberrhein und 1706 am Niederrhein. 1707 wurde er zum Major befördert und kämpfte im folgenden Jahr in der Schlacht bei Oudenaarde, wo er sich besonders hervortat. Er ist bei der Eroberung von Lille und Gent dabei sowie in dem Gefecht bei Mons. 1709 kämpfte er in der Schlacht von Malplaquet, dort fiel er dem damaligen Kronprinzen Friedrich Wilhelm auf, der ihn an den König weiterempfahl und ihm das Gut Putzermin sowie die Hälfte von Fritzow schenkte. Er blieb in Holland bis zum Frieden von Utrecht. Er kämpfte 1710 bei Douay, Bethume und Aire sowie 1711 bei Bouchain.
Im Pommernfeldzug 1715/1716 war er bei der Belagerung von Stralsund. Nach dem Regierungsantritt von Friedrich Wilhelm I. wurde er Oberstleutnant, am 28. Juni 1717 wurde er Oberst und 1725 übernahm das Dragoner-Regiment Nr. 1. 1728 wurde er zum Generalmajor ernannt und am 12. Juli 1739 Generalleutnant. Nach der Schlacht bei Mollwitz 1741 wurde sein Regiment geteilt und der damalige Oberst Karl Friedrich von Posadowsky bekam daraus sein eigenes Regiment.
Am 12. Mai 1743 ernannte ihn Friedrich II. zum General der Kavallerie; ob er je davon erfahren hat, ist unklar, da er am 17. Mai 1743 in Mohrungen starb.

## Familie
Er war mit Hypolita Juliane von Podewils verheiratet. Sie war die Tochter des Brandenburger Obersts Mathis Georg von Podewils. Das Paar hatte mehrere Kinder:
- Dubislaw Friedrich (* 23. August 1714; † 7. Juni 1787) ⚭ Sophia Susanna Charlotte von Cocceji, Tochter des preußischen Ministers Samuel von Cocceji
- Leopold Johann (* 1726; † 11. Dezember 1780) ⚭ Dorothea von Eichstädt (1733–1795)
- Georg Ernst von Platen[1]
- Sophie Anna († 9. Juni 1755) ⚭ 1743 Hans Sigismund von Zieten
- Johanna Friederike († 1745) ⚭ 9. Juni 1740 Otto Friedrich Ludwig von Hirsch (1700–1780)